# Сокольская гимнастика
Сокольская гимна́стика — гимнастическая система, базирующаяся на упражнениях с предметами, физических упражнениях на снарядах, массовых упражнениях и пирамидах. Сокольская система впервые появилась в чешских землях монархии Габсбургов в 1860-е—1870-е годы, её основателем был профессор пражского университета Мирослав Тырш (1832—1884). Значительное влияние на сокольскую систему оказала немецкая турнерская гимнастика, получившая распространение в чешских землях ещё в 1840-е годы . Тырш также является идеологом сокольского движения, базировавшегося на идеях славянской взаимности и чешского национализма. Движение получило широкое распространение за пределами чешских земель. Важными шагами к созданию сокольской системы стали издание "Основ гимнастики" Тырша в 1868—1872 годах и публикация его статьи «Гимнастика в эстетическом отношении» (1873). Сокольская гимнастика обращала особое внимание на эстетику, красоту и свободу движений, на завершённость гимнастических комбинаций. Также "соколы" разработали чешскую терминологию гимнастических упражнений.
Сокольская гимнастика оказала значительное влияние на формирование спортивной и эстетической направленности в европейской гимнастике. В гимназиях и военных училищах России сокольская гимнастика пользовалась популярностью и получила широкое распространение в конце XIX — начале XX веков.

## Видео
- Сокольская гимнастика гвардейского полка в Красном Селе. Видеоматериал из РГАК. Учетный номер: 12753 Дата выпуска: 1914 Аннотация: Члены императорской фамилии наблюдают выполнение гимнастических упражнений солдатами гвардейских полков в Красном Селе.